# 盧懐慎
盧 懐慎（ろ かいしん、生年不詳 - 716年）は、唐代の官僚・政治家。本貫は滑州霊昌県。

## 経歴
霊昌県令の盧悊の孫にあたる。若くして廉潔謹慎で、進士に及第し、監察御史・吏部員外郎を歴任した。神龍年間、侍御史に転じた。景龍年間、右台御史中丞に転じ、時政の得失について上疏した。その上疏は聞き入れられなかった。黄門侍郎に累進し、漁陽県伯の爵位を受けた。
先天2年（713年）、侍中の魏知古とともに東都洛陽で選事を分掌した。開元元年（同年）、長安に召還されて、同紫微黄門平章事（宰相）となった。開元3年（715年）、黄門監に転じた。懐慎は紫微令の姚崇とともに国政の機密を管掌した。懐慎は自ら吏事について姚崇に及ばないとみなしていたため、事あるごとに姚崇を推して譲った。当時の人に「伴食宰相」と呼ばれた。開元4年（716年）、吏部尚書を兼ねた。その秋、病が重くなり、上表を重ねて引退を請願し、許可された。10日ほどで死去した。荊州大都督の位を追贈された。諡は文成といった。

## 子女
- 盧奐[7][8]
- 盧奕[9][8]

## 伝記資料
- 『旧唐書』巻98 列伝第48
- 『新唐書』巻126 列伝第51